# Trévignin
Trévignin es una comuna francesa situada en el departamento de Saboya, de la región Auvernia-Ródano-Alpes.

## Demografía
| 270 | 265 | 268 | 305 | 459 | 627 | 700 | 775 |
| Para los censos de 1962 a 1999 la población legal corresponde a la población sin duplicidades (Fuente: INSEE [Consultar]) |     |     |     |     |     |     |     |